# Брюс, Джеймс
Джеймс Брюс (англ. James Bruce; 14 декабря 1730, Шотландия — 27 апреля 1794) — шотландский путешественник и писатель. Более 10 лет провёл в Северной Африке и Эфиопии, где обнаружил истоки Голубого Нила. Вернулся в Европу с коллекцией эфиопских рукописей, среди которых была Книга Еноха.

## Биография

### Юные годы
Джеймс Брюс родился в Шотландии в семейном гнезде Фолкирка Киннэрда (Kinnaird) в Стерлингшире (en:Stirlingshire) и получил образование в школе Харроу (Harrow School) и Эдинбургском университете. После окончания университета он начал было учиться на адвоката, но женитьба на дочери торговца вином побудила его заняться виноторговлей. Стал масоном — был посвящён 1 августа 1753 года в ложе «Кенонгейт Килуиннинг». Его супруга скончалась в октябре 1754 года, на девятом месяце их брака, от чахотки, после чего Брюс отправился в путешествие по Португалии и Испании. Изучение восточных рукописей в Эскориале побудило его к изучению арабского языка и языка геэз и определило дальнейший жизненный путь. В 1758 году, после смерти отца, он вступил во владение имением Киннэрд.

### В Северную Африку
После начала войны с Испанией в 1762 году Брюс представил британскому правительству план нападения на Ферроль. Предложение не было принято, но благодаря ему Джордж Монтегю-Данк (2-й граф Галифакс) оказал ему предпочтение при назначении на должность британского консула в г. Алжире, дав поручение изучить древние руины в этой стране, интерес к которым пробудили описания, присланные домой Томасом Шоу (Thomas Shaw; 1694—1751), который был священником при консульстве в г. Алжире. После изучения в течение полугода древностей в Италии Брюс прибыл в Алжир в марте 1763 года. Всё его время отнимало исполнение обязанностей консула при пиратском дворе дея, поскольку он так и не получил обещанной помощи. Однако в августе 1765 года, после прибытия в консульство его преемника, Брюс начал исследование древнеримских руин на Варварском берегу. Обследовав множество руин в восточном Алжире, он сухопутным путём проехал из Туниса в Триполи, и в Птолемете (Ptolemeta) отправился морем в Кандию, но потерпел кораблекрушение у Бенгази и был вынужден вплавь добираться до берега. В конце концов добрался до Крита, откуда, отплыв в Сидон, проехал через всю Сирию, побывав в Пальмире и Баальбеке. Во время своих путешествий по Варварскому берегу и Леванту Брюс делал тщательные зарисовки многих осмотренных им руин. Также он изучил медицину в достаточной степени, чтобы выдавать себя на Востоке за врача.

### Нил и Эфиопия
В июне 1768 года Брюс прибыл в Александрию, решившись попытаться найти истоки Нила, который, по его мнению, брал начало в Эфиопии. В Каире он заручился поддержкой правителя мамлюков Али-бея. Посетив Фивы (где он побывал в гробнице Рамзеса III, KV11), он совершил переход через пустыню в Эль-Кусейр, где переоделся турецким матросом. В мае 1769 года Брюс добрался до Джидды. После остановки в Аравии он снова пересёк Красное море и 19 сентября высадился на берег в Массауа, которой в то время владели турки. 14 февраля 1770 года Джеймс Брюс достиг Гондэра, бывшего в то время столицей Эфиопии, где он был тепло встречен негусом Текле Хайманотом II, расом Микаэлом Сехулом (Mikael Sehul), фактическим правителем страны, войзеро Эстер (Wozoro Esther), супругой раса, и эфиопами в целом. Его приятная внешность (его рост был 6 футов 4 дюйма), знание языка геэз, спортивное мастерство, мужество, находчивость и самоуважение расположили к нему людей, в целом недоверчиво относившихся ко всем иностранцам. Брюс оставался в Эфиопии в течение двух лет, получив знания, позволившие ему впоследствии дать совершенную картину жизни эфиопов. Преисполненный решимости достичь истока Голубого Нила, после выздоровления от малярии в октябре 1770 года он снова отправляется в путь. В этот раз он путешествовал в составе собственной небольшой экспедиции, включавшей балугани (доверенное лицо царя) и грека по имени Стратес, который был с греческого острова Кефалиния и жил в Эфиопии, а возможно, и родился там. В состав экспедиции Джеймса Брюса входили носильщики, которые, как и прежде, несли квадрант. Последний бросок был совершён 4 ноября 1770 года по приятной местности, где росли цветущие кусты и порхали тропические птицы, с видом на высокие горы в отдалении. Во второй половине дня, когда экспедиция поднялась на высоту 9,5 тыс. футов, показалась грубо отёсанная церковь, и проводник, показав рукой позади неё, указал на болотце с небольшим бугром посередине: это, по его словам, и был исток Нила. 14 ноября 1770 года Брюс достиг озера Тана, исток Голубого Нила. Когда они вышли на берег озера, Джеймс Брюс, решив отпраздновать, взял половинку кокосового ореха, которую он использовал вместо чашки. Наполнив её водой из источника, он в компании со Стратесом провозгласил тосты за «Его величество короля Георга III и за всех принцев» и за «Екатерину, императрицу всех русских» — этот последний тост был жестом в сторону греческого происхождения Стратеса, поскольку Екатерина II именно в то время воевала с турками в Эгейском море. Последовали ещё тосты.
Признавая, что Белый Нил был более крупной рекой, Брюс утверждал, что Голубой Нил является Нилом древних, поэтому именно он является первооткрывателем его истока. Однако, по мнению Мурхеда, высказанному им в книге «Голубой Нил», более целесообразно считать, что Стратес был европейцем, жившим в Эфиопии до Джеймса Брюса, и именно он привёл того к истокам Нила — поэтому Стратеса-грека можно считать первым европейцем, обнаружившим исток Голубого Нила.
Сегодня большинство историков считает иезуитского миссионера Педро Паэса первым европейцем, обнаружившим исток Голубого Нила 21 апреля 1618 года, а небольшая грубо отёсанная церковь на этом месте, посвящённая Св. Михаилу, была возведена в память об этом событии. Тем не менее Брюс оспаривал это открытие и высказал предположение, что соответствующий отрывок в мемуарах Паэса мог быть подделан Афанасием Кирхером. Позднее истоки Голубого Нила посетил Джеронимо Лобо (Jerónimo Lobo), который в 1669 году опубликовал книгу под названием «A Short Relation of the River Nile, of its source and current…». Джеймс Брюс пытался поставить под сомнение труды Лобо, но современные исследования показали, что описание Лобо истоков совершенно точно в деталях, кроме того, в распоряжении Брюса был только неправильный перевод остальных трудов Лобо — из-за чего в наши дни забавно читать попытки Брюса поставить труды Лобо под сомнение в сравнении с правильным переводом трудов Лобо — Брюс дошёл до того, что утверждал (ошибочно), что Лобо должен был плыть по суше, а также отрицал существование плюющейся ядом кобры, описанной Лобо.

### Возвращение
Выехав из Гондара в декабре 1771 года, несмотря на значительные трудности, Брюс добрался через Сеннар в Нубию, став первым европейцем, проследовавшим вдоль Голубого Нила до его слияния с Белым Нилом. 29 ноября 1772 года он достиг Асуана, вскоре вернувшись в пустыню за своими дневниками и багажом, которые были оставлены из-за гибели всех его верблюдов. В Каир путешественник прибыл в январе 1773 года, а в марте Брюс приехал во Францию, где его приветствовал Жорж-Луи Леклерк и другие учёные. Брюс прибыл в Лондон в 1774 году, но, оскорблённый недоверием, с которым было встречено описание его путешествий, поселился в своём доме в Киннэрде. Лишь в 1790 году по настоянию своего друга Дэйнса Бэррингтона он опубликовал свои «Путешествия к истокам Нила в 1768, 1769, 1770, 1771, 1772 и 1773 годах» (Travels to Discover the Source of the Nile, In the Years 1768, 1769, 1770, 1771, 1772 and 1773), но книга подверглась критике со стороны других путешественников как не заслуживающая доверия. С тех пор была показана достаточная точность описания его абиссинских путешествий, и считается, что им сделан реальный вклад в географические познания того времени.

## Наследие
- Ряд рисунков Брюса были подарены королю Георгу III и находятся в королевской коллекции в Виндзорском замке. По мнению Эдварда Уллендорфа, «Нет никаких сомнений, что эти тома содержат лучшую часть работы Брюса, и когда они были показаны в 1862 году, с разрешения королевы Виктории, Лондонскому обществу антиквариев, все увидевшие их были весьма впечатлены»[9].
- Также Брюс привёз с собой в Европу отборную коллекцию эфиопских рукописей. «Они открыли совершенно новые подходы к изучению эфиопских языков и поставили эту область востоковедения на гораздо более надёжную основу», пишет Уллендорфф. «Неизвестно, сколько рукописей попало в Европу благодаря его усилиям, но автору этих строк известно, по меньшей мере, о двадцати семи, все из которых являются роскошными примерами эфиопского рукописного искусства. Брюс подарил отличный и специально подготовленный экземпляр Книги Еноха Людовику XV в Париже.» Хотя большинство из этих рукописей написаны на языке геэз, замечательным исключением является текст Песни песней, написанный на гафате (Gafat), языке, который, по словам Уллендорффа, «известен нам только по этой рукописи.»[10]
- Издевательское посвящение Брюсу содержала одна из книг про Барона Мюнхаузена, изданная в конце XVIII века (полное название — «Продолжение «Приключений барона Мюнхгаузена», смиренно посвящённое мистеру Брюсу, абиссинскому путешественнику, поскольку барон полагает, что ему может быть полезна ещё одна экспедиция в Абиссинию; но если это не понравится мистеру Брюсу, барон готов сражаться с ним на любых условиях, которые ему пожелают»[11]).
- Путешествия и открытия Брюса вдохновляли основателей британской Африканской ассоциации (African Association) (1788) в их усилиях по организации путешествий с целью исследования течения реки Нигер и города Томбукту.

## Биографии
- Майор (впоследствии сэр) Фрэнсис Хед, редактор сокращённой версии «Путешествий», написал информативную книгу «Жизнь Брюса» (Head, Francis. Life of Bruce. — London, 1830.).
- Лучшее в XIX веке изложение путешествий Брюса содержится в книге Ламберта Плэйфера «Путешествия по следам Брюса», где впервые была опубликована подборка его рисунков (Playfair, R. Lambert. Travels in the Footsteps of Bruce. — London, 1877.).
- Reid, J. M. Traveller Extraordinary: The Life of James Bruce of Kinnaird. — New York: Norton, 1968.
- Bredin, Miles. The Pale Abyssinian: A Life of James Bruce, African Explorer and Adventurer. — Flamingo, 2001.

## Почести
В честь Брюса назван род кустарников Brucea, от которого получил название известный алкалоид бруцин. Однако сведения о содержании бруцина в этом растении оказались ошибочными. На самом деле бруцин был выделен из семян рвотного ореха (Strychnos nux-vomica), где он содержится в количестве 1—1,5 %.

## Издания его книги
- Travels to Discover the Source of the Nile, In the Years 1768, 1769, 1770, 1771, 1772 and 1773. Five Volumes, G.G.J. and J. Robinson. — London, 1790.
- Travels, ed. Alexander Murray. Seven volumes. — London: 1805 and 1813.
- Bruce, James. Travels. Abridged edition. — Horizon Press, New York, 1964.